# 새뮤얼 라슨
새뮤얼 라슨(Samuel Larsen, 1991년 8월 28일 ~ )은 미국의 배우이자 가수이다.

## 작품 목록
- 리메인즈
- 애프터 - 제드 에반스 역